# Plaek Phibunsongkhram
Plaek Phibunsongkhram (tai: จอมพล แปลก พิบูลสงคราม)  (Nonthaburi, 14 de juliol de 1897 - Sagamihara, 11 de juny de 1964) va ser un oficial militar i polític tailandès que va exercir com a primer ministre de Tailàndia de 1938 a 1944 i de 1948 a 1957.

## Biografia
Phibun va néixer com a Plaek el 14 de juliol de 1897 a Mueang Nonthaburi, província de Nonthaburi, al Regne de Siam, fill de pagesos de durian. La seva família va començar a utilitzar el cognom Khittasangkha ( tailandès: ขีตตะสังคะ   ) després d'un decret de 1913 sobre cognoms.
Va rebre el seu nom de pila – que significa "estrany" o "rar" en anglès – a causa del seu aspecte inusual de petit, on les orelles estaven situades per sota dels ulls, en lloc de per sobre dels ulls com els altres.
Phibunsongkhram va ser membre de l'ala de l'exèrcit de Khana Ratsadon, el primer partit polític de Tailàndia, i líder de la revolució siamesa de 1932, que va substituir la monarquia absoluta de Tailàndia per una monarquia constitucional. Phibun es va convertir en el tercer primer ministre de Tailàndia el 1938 mentre servia com a comandant de l'Exèrcit Reial Siamès. Inspirat pel feixisme italià de Benito Mussolini, va establir una dictadura militar de facto seguint línies feixistes, va promoure el nacionalisme tailandès i la sinofòbia i es va aliar Tailàndia amb el Japó imperial durant la Segona Guerra Mundial. Phibun va llançar una campanya de modernització coneguda com la Revolució Cultural Tailandesa que va incloure una sèrie de mandats culturals, que van canviar el nom del país de "Siam" a "Tailàndia" i va promoure la llengua tailandesa.
Quan els japonesos van envair Tailàndia el 8 de desembre de 1941 (a causa de la Línia Internacional de Data, això va ocórrer una hora i mitja abans de l'atac a Pearl Harbor ), Phibun es va veure obligat a ordenar a contracor un alto el foc general després de només un dia de resistència i permetre que els exèrcits japonesos utilitzessin el país com a base per a les seves invasions de les colònies britàniques de Birmània i Malàisia. Tanmateix, la vacil·lació va donar pas a l'entusiasme després que els japonesos aconseguissin la Campanya de Malaia en una "Blitzkrieg en bicicleta " amb sorprenentment poca resistència. El 21 de desembre, Phibun va signar una aliança militar amb el Japó. El mes següent, el 25 de gener de 1942, Phibun va declarar la guerra a Gran Bretanya i als Estats Units. Sud-àfrica i Nova Zelanda van declarar la guerra a Tailàndia el mateix dia. Austràlia va seguir poc després. Phibun va purgar del seu govern tots els que s'oposaven a l'aliança japonesa. Pridi Banomyong va ser nomenat regent en funcions per al rei absent Ananda Mahidol, mentre que Direk Jayanama, el destacat ministre d'Afers Exteriors que havia defensat la resistència contínua contra els japonesos, va ser enviat més tard a Tòquio com a ambaixador. Els Estats Units consideraven Tailàndia com un estat titella del Japó i es van negar a declarar-li la guerra. Quan els aliats van obtenir la victòria, els Estats Units van bloquejar els esforços britànics per imposar una pau punitiva.
Phibun va ser destituït com a primer ministre per Assemblea Nacional el 1944 i substituït per membres del Moviment Tailandès Lliure, però va tornar al poder després del cop d'estat siamès de 1947, liderat pel Grup Coup. Phibun va alinear Tailàndia amb l'anticomunisme a la Guerra Freda, va entrar a la Guerra de Corea sota el comandament de les Nacions Unides i va abandonar el feixisme per una façana de democràcia. El segon mandat de Phibun com a primer ministre va estar plagat per la inestabilitat política i es van fer diversos intents de llançar un cop d'estat contra ell, inclòs el complot de l'Estat Major de l'Exèrcit el 1948, la Rebel·lió del Palau el 1949 i la Rebel·lió de Manhattan el 1951.
El 1954, Phibun va aliar Tailàndia amb Occident durant la Guerra Freda ajudant a establir la SEATO .
El febrer de 1957, l'opinió pública es va girar contra Phibun al final del seu segon mandat quan el seu partit va ser sospitós de pràctiques fraudulentes durant unes eleccions, incloent-hi la intimidació de l'oposició, la compra de vots i el frau electoral . A més, els crítics de Phibun el van acusar de falta de respecte per la monarquia tailandesa, ja que el primer ministre antiaristocràtic sempre havia intentat limitar el paper de la monarquia al mínim constitucional i havia assumit funcions religioses que tradicionalment pertanyien al monarca. Per exemple, Phibun va dirigir les celebracions del 2500è aniversari del budisme el 1956/57 en lloc del rei Bhumibol Adulyadej, que va ser obertament crític amb Phibun. El 16 de setembre de 1957, Phibun va ser finalment enderrocat en un cop d'estat per membres de l'Exèrcit Reial Tailandès sota el comandament del mariscal de camp Sarit Thanarat, que anteriorment havia jurat ser el subordinat més lleial de Phibun. Sarit va rebre el suport de molts reialistes que volien recuperar un punt de suport, i hi havia rumors que els Estats Units estaven "profundament involucrats" en el cop d'estat.
Phibun va morir l'11 de juny de 1964 d'insuficiència cardíaca a Tòquio, Japó.